# Fann-Point E-Amitié
Fann-Point E-Amitié ist einer der 19 Stadtbezirke (Communes d'arrondissement du Sénégal) von Dakar, der Hauptstadt des Senegal. Der Stadtbezirk umfasst das Universitätsviertel und bildet den Schwerpunkt des Diplomatenviertels.

## Geografie
Der Westen und Süden von Fann-Point E-Amitié liegt am Meer mit der Corniche ouest und der Pointe de Fann, der südwestlichen Spitze der Cap-Vert-Halbinsel. Die Bucht von Soumbedioune im Süden teilt sich Fann mit dem Nachbarstadtteil Gueule Tapée, zu dem auch der Strand als Stützpunkt der noch traditionell mit Pirogen betriebenen Küstenfischerei zählt. Zwischen beiden Stadtteilen führt der Canal 4 aus dem Stadtinneren ins Meer. Es handelt sich um einen etwa elf Meter breiten und mit Steilwänden mehrere Meter eingetieften offenen Entwässerungskanal, der insbesondere geeignet ist, mit anderen gleichartigen Kanälen das bei Starkregenfällen auftretende Oberflächenwasser schadlos aus der Stadt zu leiten. Der Stadtteil Fann liegt im Südwesten an der Küste. Nach Nordosten schließt sich de Stadtteil Point E an, gefolgt von Amitié (zu deutsch: Freundschaft). Benachbart sind die Stadtbezirke Mermoz-Sacré Cœur im Nordwesten, Grand Dakar im Nordosten und im Osten Gueule Tapée-Fass-Colobane.
Der Stadtbezirk hat eine Fläche von 4,523 km². Er ist zwar fast vollständig bebaut, jedoch auch mit einer Reihe von Bildungs-, Gesundheits- und Freizeiteinrichtungen, Hotels, Botschaften und Villenvierteln, sodass die durchschnittliche Bevölkerungsdichte sich in Grenzen hält.

## Geschichte
Im Jahr 1996 wurde Fann-Point E-Amitié als commune d’arrondissement im Arrondissement de Dakar Plateau zu einem Stadtbezirk der Metropole Ville de Dakar. Im Jahr 2014 erhielt der Stadtbezirk, wie in Senegal alle communes d'arrondissement, den landesweit einheitlichen Status einer Gemeinde (commune).

## Bevölkerung
Die letzten Volkszählungen ergaben für den Stadtbezirk jeweils folgende Einwohnerzahlen:
| Jahr | Einwohner |
| ---- | --------- |
| 1988 | ...       |
| 2002 | 17.759    |
| 2013 | 18.841    |
| 2023 | 20.115    |

## Infrastruktur und Kultur
In der neu errichteten Cité universitaire in Fann liegen die Université Cheikh Anta Diop de Dakar mit ihren Fakultäten, die Universitätsklinik Centre hospitalier national universitaire de Fann sowie ein botanischer Garten. Die private Université Amadou Hampaté Bâ liegt im Stadtteil Amitié. Der oberste nationale Gerichtshof Cour suprême du Sénégal hat seinen Sitz einem Neubau am Strand von Soumbedioune.
In Point E gibt es das Piscine olympique, ein Freibad mit einem olympischen Schwimmbecken (50 m lang, 25 m breit). Am Strand von Fann wurde 2009 der Place du Souvenir Africain (Dakar) eingeweiht, ein Pantheon für Protagonisten der afrikanischen Geschichte und Kultur, eines der Prestigeprojekte des Präsidenten Abdoulaye Wade.